# 礫

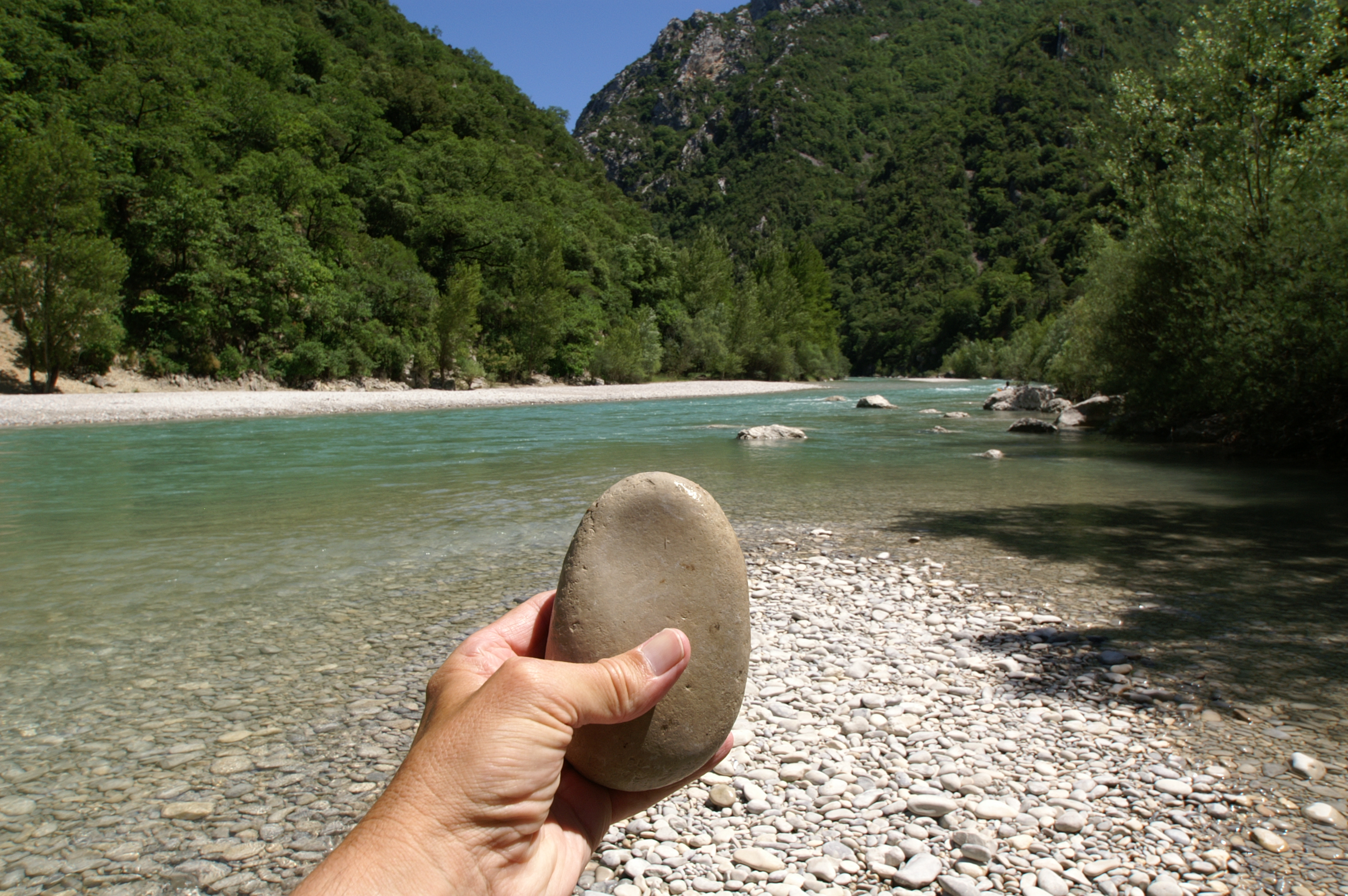
川原の礫

礫（䃯、れき、つぶて、こいし）は、小さい石、小石である。「礫」には様々な定義があるが（#大きさによる分類参照）、本項では特に断りのない限り、砂、ゴマ粒よりも大きく、握り拳大程度までの大きさの石について述べる。

## 概説

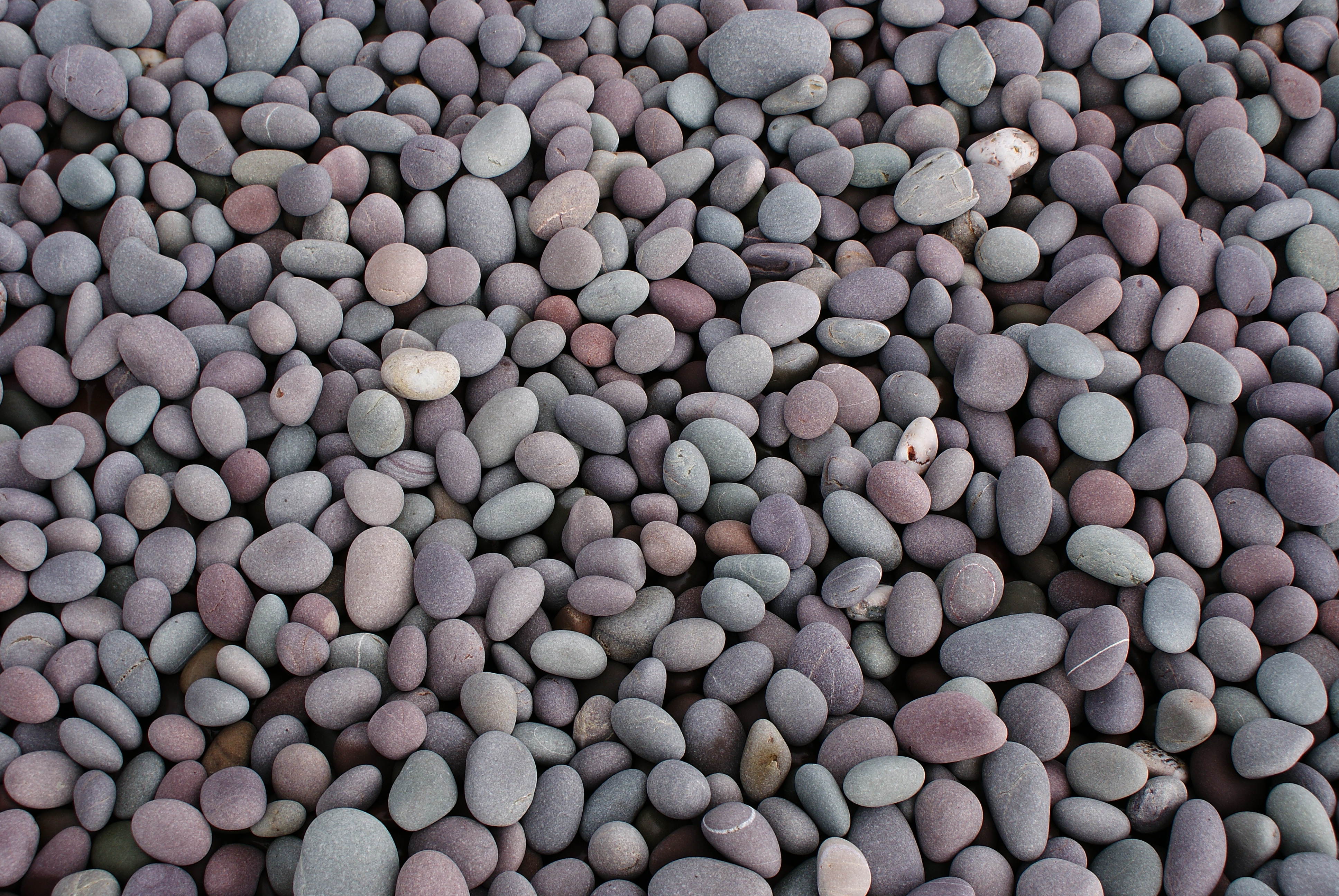
サマセット（イングランド）の礫浜の礫

礫にはさまざまな色やきめのものがあり、石英などの鉱物の縞を持つものもある。礫はほぼ滑らかだが、他の岩石や礫との接触の頻度によっては跡のあるものもある。
土砂のような可動性堆積物によって形成された堆積物海岸は、主成分となる堆積物の種類により、礫浜（礫浜海岸）、砂浜（砂浜海岸）、泥浜（泥浜海岸）に分けられる。礫浜には波の侵食に対して表面保護特性があり、また動植物に生息環境を与える生態的地位も持つ。
礫でできた浜堤が存在する場所もあり、サフォーク（イングランド）にあるオー川(en:River Ore)の入口のように、礫の土手が移動し航行上の著しい課題となる。

## 大きさによる分類

### 堆積学に基づく分類
堆積学における礫（れき、英: gravel）とは、粒の直径が2mm以上の砕屑物のこと。砂よりも大きい。粒子が角張っている場合は、角礫（かくれき、英: rubble）という。礫が固結してできた岩石は礫岩と呼ばれる。
礫は粒子の大きさによってさらに細分されている。
- 巨礫（boulder） - 径が256mmより大きいもの。
- 大礫（cobble） - 径が64 - 256mmのもの。
- 中礫（pebble） - 径が4 - 64mmのもの。
- 細礫（granule） - 径が2 - 4mmのもの。

粒径2mm以上をひとくくりに礫とするのは、礫と砂とを分類するためであり、礫のうちでも巨礫と中礫・細礫とでは性質が大きく異なる。

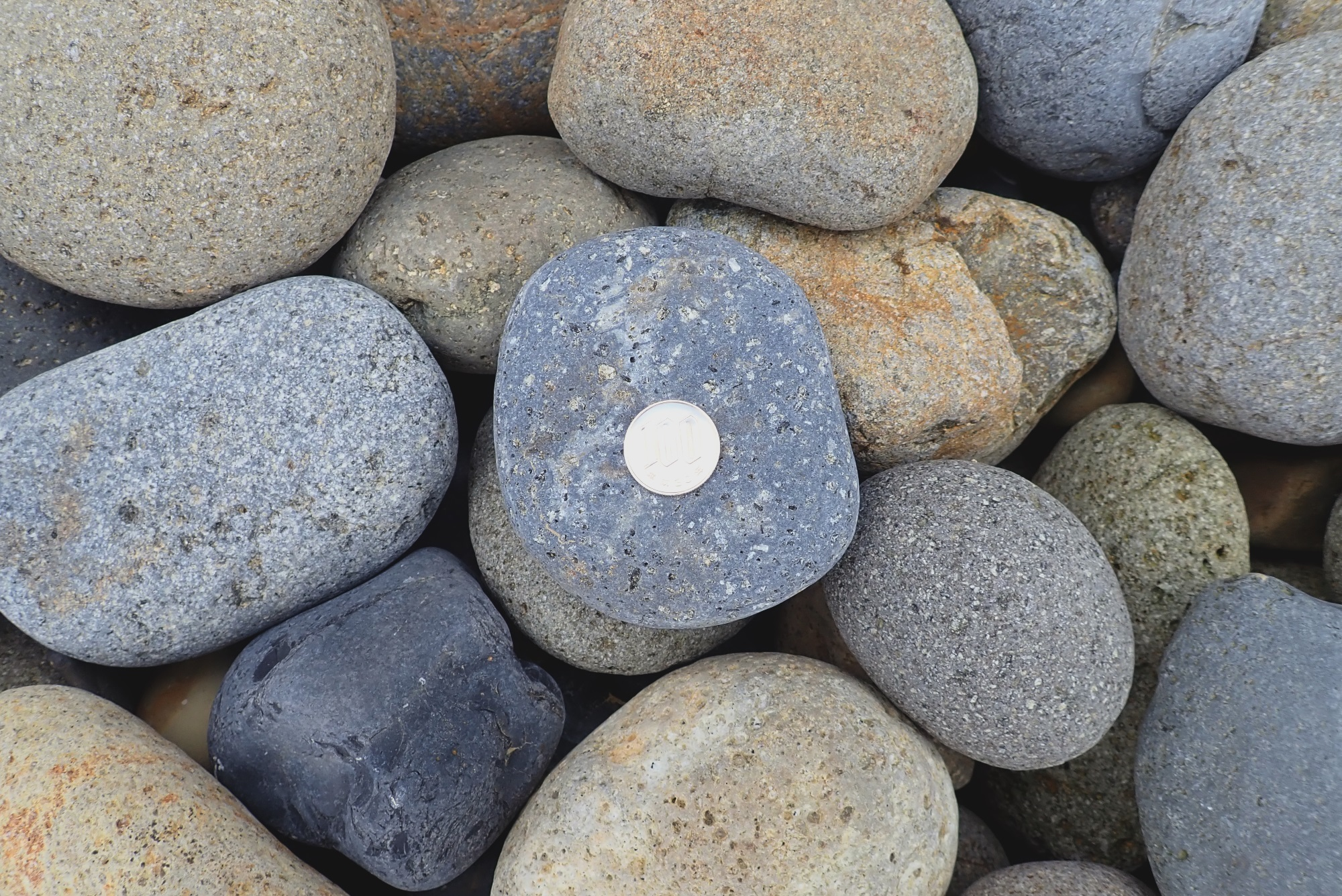
大礫
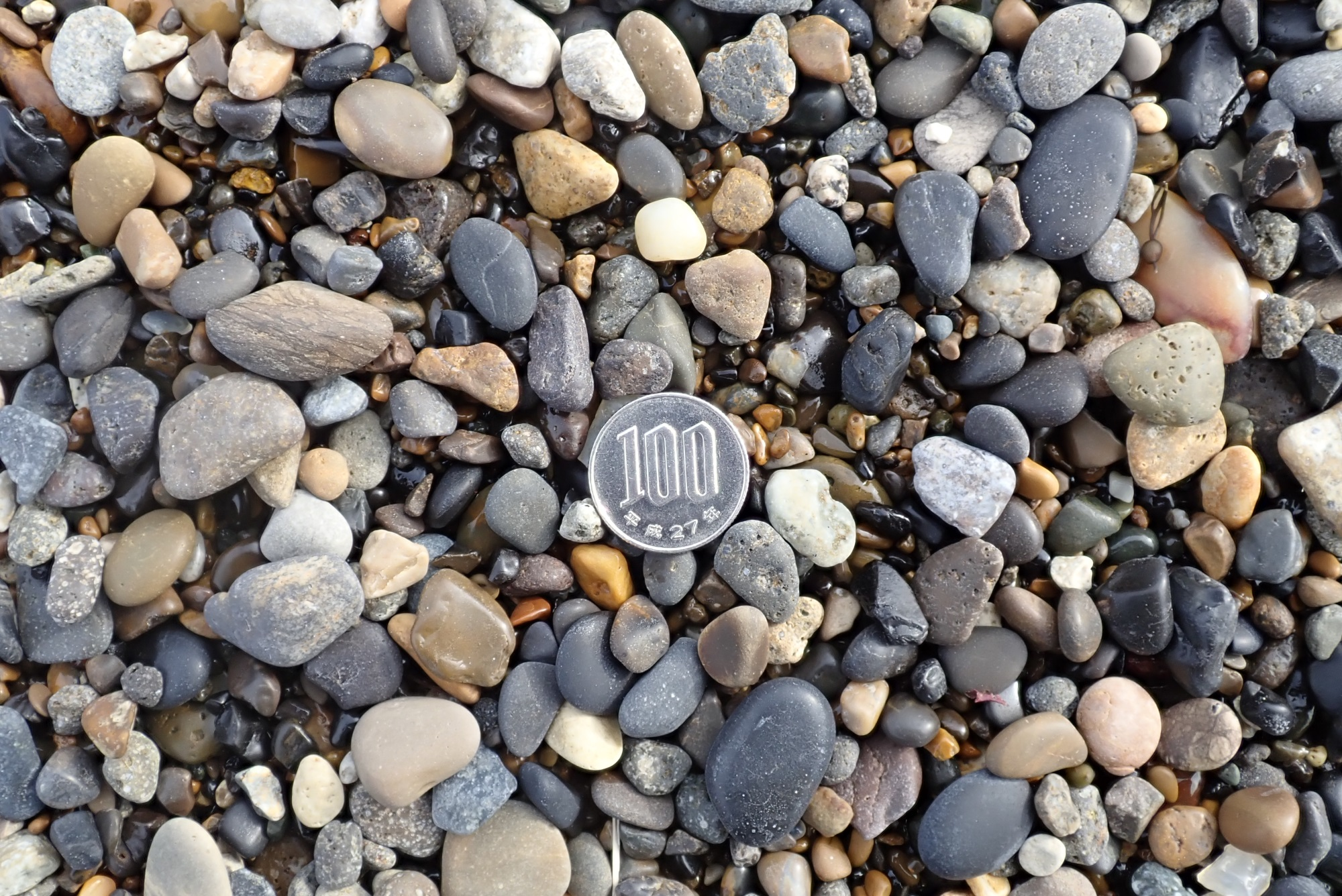
中礫 （いずれも100円硬貨との比較）
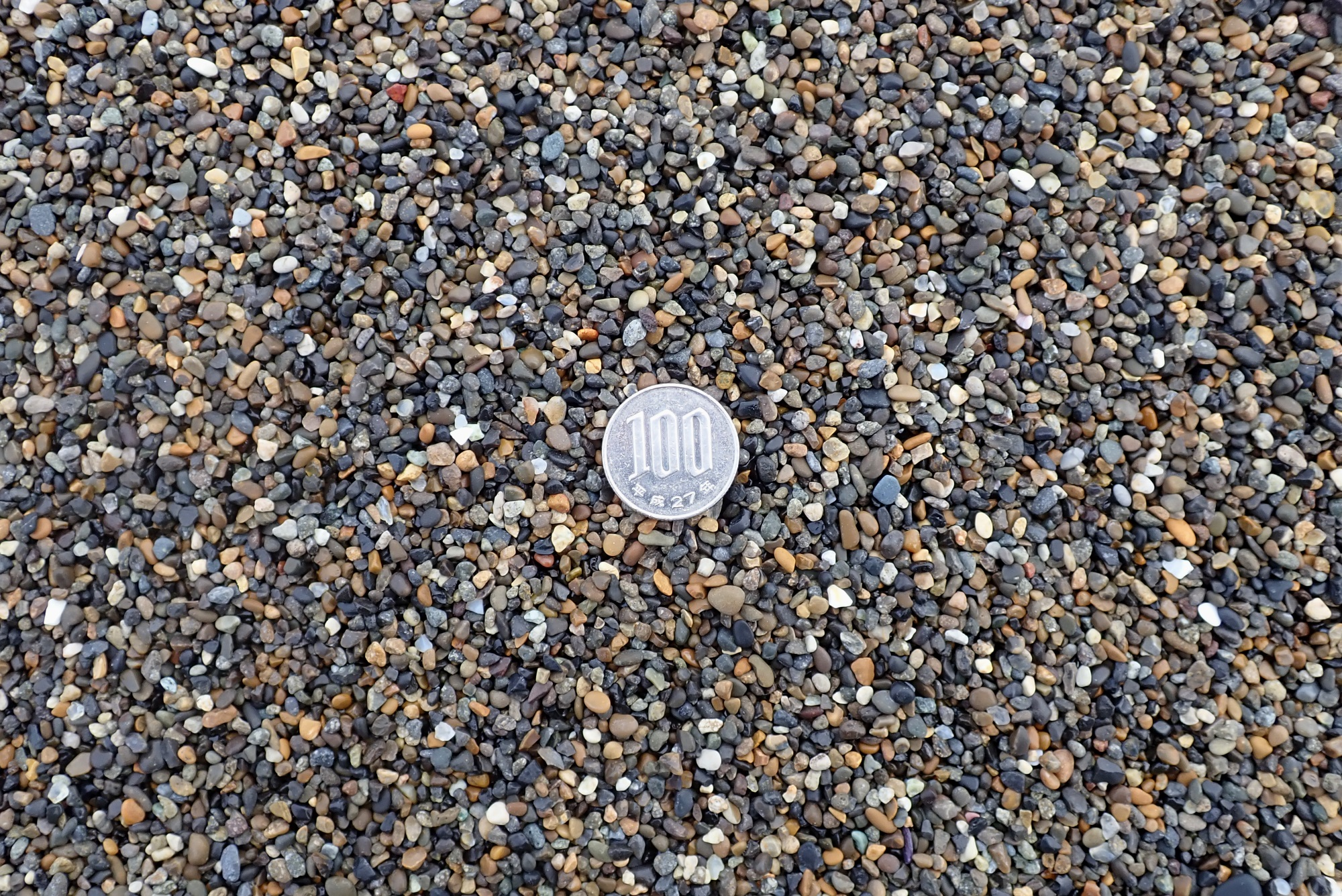
細礫

### 地盤工学における分類
土壌分類では、粒径2 - 75mmのものが礫に区分される。
- 石：> 75mm
- 礫：2 - 75mm
- 砂：0.075 - 2mm
- シルト：0.005 - 0.075mm
- 粘土：< 0.005mm

### 火山学における分類
火山学において、火山礫は直径2 - 64mmの火山砕屑物のことである。
- 火山岩塊（英: volcanic block） - 粒径64mm以上で、溶岩のように連続していないもの。
- 火山礫（英: lapilli） - 粒径2 - 64mm。
- 火山灰（英: volcanic ash） - 粒径2mm以下。

## 地球外での生成
火星では礫岩が見つかっており、かつての河床で形成されたものと解釈されている。その礫岩はアメリカ航空宇宙局（NASA）の火星探査車キュリオシティによって発見されたものであるが、含まれる礫の大きさの範囲は砂粒程度からゴルフボール大にまで及ぶ。歩くペースで流れ、踝から腰の深さの川で堆積したと分析されている。